# The Best of 10 Years - 32 Superhits
The Best of 10 Years – 32 Superhits, è un album di remix di Boney M. pubblicato nel 1986 
dall'etichetta discografica Hansa Records.

## Descrizione
Questo disco, noto anche come 32 Superhits - Non-Stop Digital Remix, è una raccolta che celebra un decennio di successi della band disco-pop. L'album include brani iconici come Daddy Cool, Rasputin, Sunny e Rivers of Babylon.
Nel 1981 il produttore Frank Farian creò un medley di tredici minuti nello stile degli Stars on 45 intitolato "6 Years of Boney M. Hits (Boney M. on 45)" che fu pubblicato come singolo lato A e B in alcuni territori: nel Regno Unito il medley era il lato B del singolo da 12" dei Boonoonoonoo "We Kill The World (Don't Kill The World)", in Germania la versione modificata da 7" apparve come lato B del singolo dell'album natalizio "Little Drummer Boy" e la versione più lunga come lato A separato da 12" pubblicato all'inizio del 1982.
Cinque anni dopo, poco dopo il fallito progetto Eye Dance, quando i Boney M. stavano celebrando il loro primo decennio come gruppo, sebbene in realtà si fossero sciolti all'epoca, Farian ha portato l'idea del medley non-stop a un livello superiore e ha esteso il medley a un album completo di trentadue tracce e quarantasei minuti dei più grandi successi di Boney M con sovraincisioni percussive e sintetizzate aggiuntive.
The Best of 10 Years - 32 Superhits ha raggiunto il terzo posto nella classifica degli album tedeschi.

## Tracce
- LP (Hansa Records, 207 500-501, Ed. Europa)

Lato A
1. Daddy Cool – 1:43 (Farian, Reyam)
2. Sunny – 1:37 (Bobby Hebb)
3. Ma Baker – 1:53 (Farian, Jay, Reyam)
4. Belfast – 1:13 (Hillsbury, Deutscher, Menke)
5. Rasputin – 1:34 (Farian, Jay, Reyam)
6. Painter Man – 1:40 (Phillips, Pickett)
7. Children of Paradise – 1:37 (Farian, Jay, Reyam)
8. Gotta Go Home – 1:45 (Farian, Jay, Klinkhammer)
9. Dreadlock Holiday – 1:22 (Graham Gouldman, Eric Stewart)
10. Felicidad (Margherita) – 1:40 (Conz, Massara)
11. Barbarella Fortuneteller – 1:40 (Davis, Farian, Kawohl)
12. Gadda-Da-Vida – 1:43 (Doug Ingle)
13. Got Cha Loco – 1:25 (Applegate, Baierl, Farian, Reyam)
14. Todos Buenos – 1:50 (Applegate, Farian)

Durata totale: 22:42
Lato B
1. No Woman, No Cry – 1:42 (Ford, Bob Marley)
2. Brown Girl in the Ring – 1:41 (Frank Farian)
3. B.M. à GoGo (Medley) – 5:52 (Arr. Farian)
4. Rivers of Babylon – 1:45 (Farian, Reyam)
5. El Lute – 1:43 (Farian, Jay, Klinkhammer, Kolonovits)
6. The Calendar Song (January, February, March...) – 1:50 (Farian)
7. Bang Bang Lulu – 1:32 (Farian)
8. Hooray! Hooray! It's a Holi-Holiday – 0:59 (Farian)
9. Kalimba De Luna – 1:38 (testo: Di Franco, Licastro, Esposito, Amoruso, Malavasi)
10. My Cherie Amour – 1:32 (Cosby, Moy, Stevie Wonder)
11. I Feel Good – 1:21 (Bischof, Farian)
12. Young, Free and Single – 1:42 (Applegate, Farian, Reyam)
13. Happy Song – 1:48 (Abacab, Bacciocchi, Spagna)

Durata totale: 25:05